# Leonel Palma
Pour les articles homonymes, voir Palma.
Palma  Dajui est un nom espagnol. Le premier nom de famille, en général paternel, est Palma ; le second, en général maternel, souvent omis, est Dajui.
Leonel Palma Dajui, né le 11 janvier 1998 à Ixmiquilpan (Hidalgo), est un coureur cycliste mexicain.

## Biographie
En 2017, Leonel Palma est sacré champion du Mexique sur route espoirs, à Nuevo León,. La même année, il rejoint en juin le club espagnol Guerciotti-Redondela pour une durée de trois mois. Avec celui-ci, il participe à des courses en Espagne, mais aussi en Italie et au Portugal.
En 2018, il rejoint l'équipe continentale mexicaine Canel's-Specialized. Sous ses nouvelles couleurs, il dispute notamment le Tour de l'Utah, qu'il termine à la 45e place. En été, il se classe troisième du championnat du Mexique espoirs, mais aussi huitième de la Ruta del Centro, course nationale. Après ces performances, il fait partie partie des cyclistes mexicains sélectionnés pour disputer les Jeux d'Amérique centrale et des Caraïbes, organisés en Colombie,. Sur la course en ligne, il se classe 28e, à plus de sept minutes du vainqueur Nelson Soto. Au mois de décembre, il se classe cinquième et septième d'étapes au Tour du Costa Rica.
En mai 2019, il se distingue en prenant la sixième place du championnat panaméricain espoirs, dans sa région natale d'Hidalgo.

## Palmarès
- 2017
  -  Champion du Mexique sur route espoirs
- 2018
  - 3e du championnat du Mexique sur route espoirs

## Classements mondiaux
| Année            | 2018 | 2019 |
| ---------------- | ---- | ---- |
| UCI America Tour | 400e | 191e |